# Van Lennepsmolen
De Van Lennepsmolen is een Nederlandse bovenslagwatermolen in Velp, gemeente Rheden. In 1924 werd de gemeente Rheden de eigenaar van de molen, die sindsdien als historisch monument te boek staat. In 1961 werd de molen grotendeels door een brand verwoest, maar in 1967 was de molen weer gerestaureerd. In 1982 werd de molen verkocht aan een particulier. Deze werd ook de eigenaar van het restaurant en zalencentrum "De Gildebroeders". In 1993 werd de watermolen wederom getroffen door brand. De molen werd snel hersteld en is sinds 1994 weer open als restaurant.